# سینده
سینده شهری در شهرستان سامی در استان بانوا در بورکینافاسوی غربی است و جمعیت آن ۳۰۴ نفر است.